# Volkstribun
Ein Volkstribun (lateinisch tribunus plebis) war ein Magistrat, das heißt ein gewählter politischer Amtsträger in der Römischen Republik. Nur Plebejer, also Nicht-Patrizier, konnten sich in das Amt wählen lassen, dessen ursprünglicher Zweck es war, die Interessen des einfachen Volkes gegen Übergriffe des Patriziats zu schützen. Seine Inhaber waren sakrosankt, hatten ein Vetorecht gegen nahezu jede politische Handlung in Rom und konnten Gesetzesvorschläge in die Volksversammlung, das Concilium plebis, einbringen.
Welche Stellung das Amt im cursus honorum hatte und ab wann es überhaupt dazu gezählt werden kann, ist umstritten. Der Amtsantritt der Volkstribunen erfolgte stets am 10. Dezember des Jahres.
Zu Beginn der Kaiserzeit nahm Augustus die Amtsbefugnisse eines Volkstribunen, wenn auch nicht den Amtstitel, dauerhaft für sich in Anspruch und machte die Tribunizische Gewalt (tribunicia potestas) zum entscheidenden Machtinstrument der neuen, monarchischen Staatsordnung, des Prinzipats.

## Römische Republik
Laut der legendären Überlieferung über die Römische Königszeit und die Anfänge der Republik entstand das Volkstribunat etwa 15 Jahre nach deren Gründung, zu Beginn der Ständekämpfe im Jahr 494 v. Chr. Die ersten Volkstribune sollen Sicinius und Albinius gewesen sein, die sich wiederum zwei Kollegen wählten. Sie traten angeblich 493 v. Chr. ihr Amt an; nach Ansicht vieler Forscher soll das Amt allerdings erst später entstanden sein.

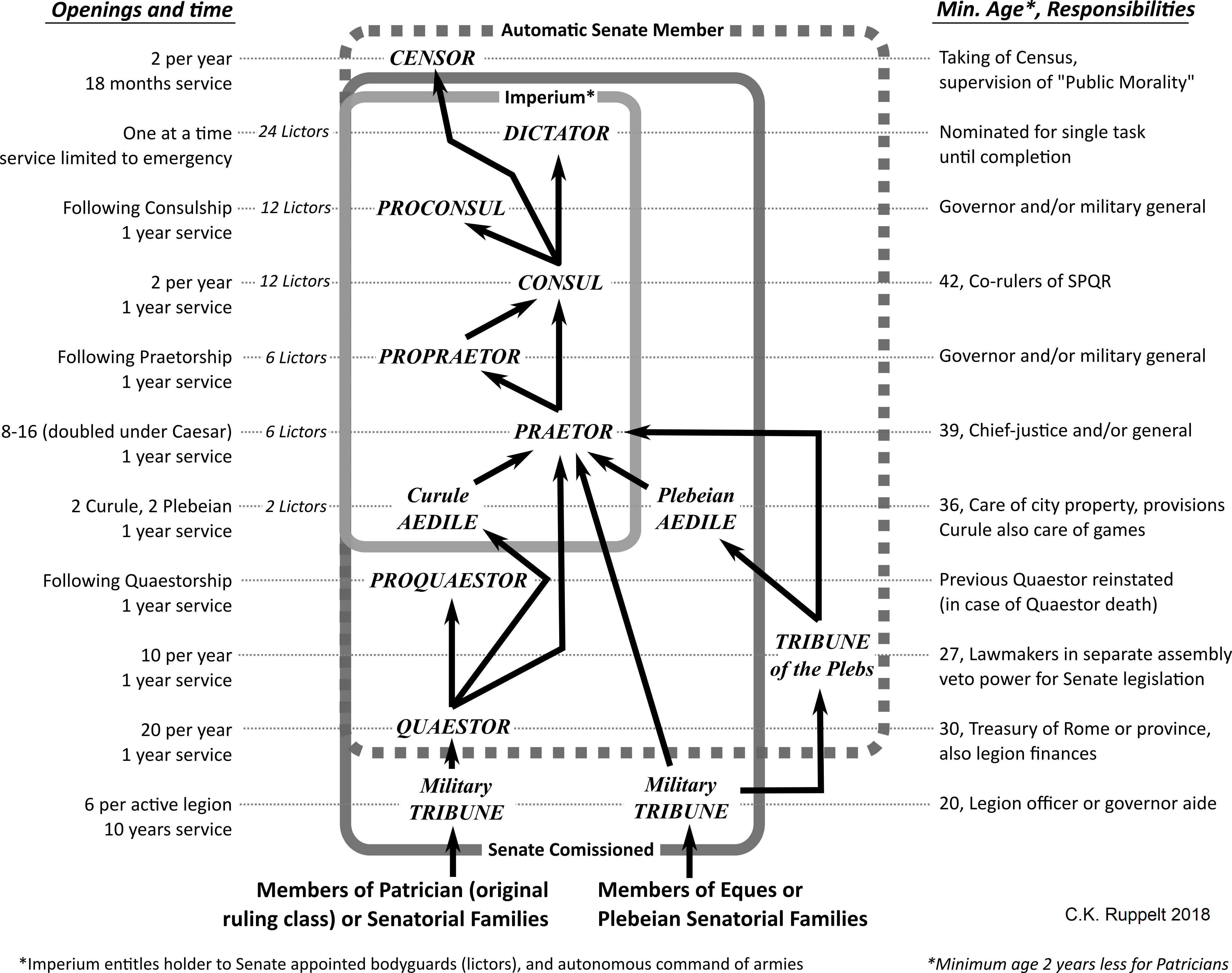
Schematische Darstellung der Karrierewege und Positionen für den cursus honorum in der Zeit von Caesars Aufstieg (1. Jahrhundert v. Chr.). Erläuterungen in englischer Sprache, rechtsseitig die plebeischen Senatsfamilien.

Aufgabe der Volkstribunen, die zunächst keine anerkannten Beamten, sondern nur informelle Vertreter der plebs waren, war die Verteidigung der Plebejer gegen die Macht der Patrizier. Sie sprangen mithilfe des Rechts der ius auxilii bei. Sie konnten gegen Entscheidungen und Maßnahmen patrizischer Beamter und des Senats einschreiten. Sie konnten sich dabei nicht auf eine gesetzliche Grundlage stützen, sie beriefen sich auf ein religiöses Tabu: Die Person eines Volkstribunen galt als sakrosankt (lateinisch sacrosanctus „unverletzlich, hochheilig“); damit wurde der Volkstribun durch einen Eid der Plebejer vor jedem körperlichen Angriff geschützt. Die Autorität des Volkstribunen statuierte sich anfänglich darin, dass derjenige, der seine körperliche Versehrtheit verletzen wollte, vom Volk sofort getötet werden konnte; in späterer Zeit, als das Tribunat ein reguläres Amt geworden war, konnte der Delinquent als Hochverräter hingerichtet werden. Der Volkstribun bewegte sich daher demonstrativ unbewaffnet. Die sacrosanctitas war mehr als ein Schutz, sie konnte auch als faktisch offensives, beispielsweise als physisches Mittel, Widerstand zu brechen, eingesetzt werden.
Zudem beanspruchte der Tribun das Vetorecht. Dieses erlaubte es ihm, nahezu jede politische Handlung im antiken Rom zu verhindern. Um ein nachträgliches Einschreiten der Volkstribunen zu verhindern, pflegte man ihnen aktuelle Gesetzesvorschläge direkt vorzulegen. Waren die Tribunen einverstanden, so wurde dies auf den jeweiligen Papieren vermerkt.
Die täglichen Pflichten der Volkstribunen bestanden vor allem in Bereitschaftspflichten. Sie hatten sich stets für die plebejischen Bürger Roms bereitzuhalten. Dies war im ius auxilii, dem tribunizischen Hilfsrecht, begründet. Den Bürgern sollte es jederzeit möglich sein, einen Volkstribunen um Hilfe zu bitten. Daher war es ihnen nicht erlaubt, ihre Haustüre nachts abzuschließen. Weiterhin durften sie Rom für keinen ganzen Tag verlassen, wobei ein Tag hier von Mitternacht bis Mitternacht berechnet wurde.
Die Tage verbrachten die Volkstribune für gewöhnlich auf dem Forum, wo sie auf den Tribunenbänken (neben der Curia Hostilia) sitzend die Verhandlungen mit den Bürgern führten und ihre übrigen Geschäfte abwickelten. Das hier verübte Sitzrecht war ein typisches Recht der römischen Magistrate. Durch die Öffentlichkeit der Sitzplätze und die ständige Präsenz der Tribunen war es den Bürgern Roms leicht möglich, Kontakt zu den Tribunen aufzunehmen und so vom ius auxilii Gebrauch zu machen. Gleichzeitig nutzten die Volkstribune das Forum als Plattform. Durch das ständig herrschende rege Treiben sowie die benachbarten Standorte von anderen Magistraten war es ihnen dort ein Leichtes, wichtige Personen zu erreichen oder große Personengruppen zu mobilisieren. Andererseits führte das Forum zu einer politischen Unmittelbarkeit. Die direkte Konfrontation mit politischen Gegnern führte nicht selten zu Beleidigungen oder sogar Handgreiflichkeiten.
Die Zahl der Volkstribune variierte im Laufe der Zeit: Anfangs waren es zwei, vier oder fünf, seit 471 v. Chr. betrug ihre Zahl laut Livius vier; wohl 457 v. Chr. wurde das Volkstribunat schließlich ein Zehnerkollegium.
Wie reguläre römische Beamte wurden die Volkstribunen für ein Jahr gewählt, allerdings nicht von einer Versammlung des gesamten Volkes, sondern nur von den Plebejern im concilium plebis. Im Weiteren galten für den Tribunat die Prinzipien aller römischen Magistrate: Kontinuation (direkte Wiederholung), Iteration und Kumulation (Ämterhäufung) waren verboten. Abweichungen von diesen Regeln gab es vereinzelt in der frühen Republik, doch erst in den späten Jahren der Republik ab 133 v. Chr. (siehe Tiberius Sempronius Gracchus) wurde bewusst von diesen Regeln abgewichen, sodass der Tribunat direkt und hintereinander ausgeübt werden konnte.
Außerdem wurde das Volkstribunat als Ehrenamt unentgeltlich bekleidet und nach dem Prinzip der Kollegialität besetzt. Letzteres beinhaltet, dass jeder einzelne der zuletzt zehn amtierenden Volkstribunen die Machtbefugnisse seines Amtes vollständig innehatte. Ein Volkstribun benötigte nicht die Unterstützung eines Amtskollegen, um etwas durchzusetzen. Stellte sich aber ein anderer Volkstribun gegen das Vorhaben des ersten, so konnte dieses damit verhindert werden. Darüber hinaus hatten sie das Sitzrecht eines Magistrats inne, obgleich sie dies nicht auf den üblichen Magistratssesseln, sondern auf den Tribunenbänken verübten. Was die Tribunen weiterhin von den übrigen Magistraten unterschied, war der fehlende Purpursaum an ihrem Gewand, welcher einen Magistrat sofort als diesen erkennbar machte.

### In der mittleren Republik
Nach dem Ende der Ständekämpfe mit der Lex Hortensia 287 v. Chr. veränderte sich die Bedeutung des Volkstribunats, da nunmehr auch Plebejer in die neue politische Führungsschicht eingebunden waren. Das Amt bestand fort, jetzt aber öffentlich anerkannt, wenn auch de iure nicht als formeller Bestandteil der Ämterlaufbahn. Weiterhin waren nur Plebejer für das Amt wählbar. Die Volkstribune konnten, im Gegensatz zu den anderen Amtsträgern, innerhalb der Grenzen der Stadt Rom alle Entscheidungen und Maßnahmen der anderen Magistrate durch ihr Veto (lat. „ich verbiete“) außer Kraft setzen (ius intercessionis). Sie hatten in Ausnahmefällen das Recht, den Senat einzuberufen (ius senatus habendi) und sich im Senat zu äußern (ius agendi cum senatu) sowie in der Versammlung der Plebejer Gesetze beschließen zu lassen, die für alle Römer, auch die Nobilität, seit 287 v. Chr. bindend waren (ius cum plebe agendi). Ähnlich den anderen Magistraten konnten die Volkstribune das ius obnuntiandi nutzen, mit dem sich die Durchführung einer Versammlung oder einer Wahl bei schlechten Vorzeichen verhindern ließ. Die konkreten Möglichkeiten – entweder das Recht, selbst die Auspizien zu deuten und zu interzedieren, oder nur das Recht der Weiterleitung des Vorzeichens an die leitenden Beamten – sind unklar. Bis zur Wiederherstellung der Rechte des Volkstribunats nach Sulla in der späten Republik wurde die Obnuntiation nicht genutzt. Als das mächtigste Werkzeug der tribunizischen Gewalt wird das ius contionandi angesehen, das Recht, beratende Zusammenkünfte (contiones) vor Volksversammlungen einzuberufen.
Anfänglich übten die Volkstribune Rechte zur Verhinderung von Angelegenheiten aus, sie unterbanden Handlungen. Zwar konnten sie exekutive, legislative auch jurisdiktorische Funktionen in den Zenturiats- und Tributkomitien ausüben, doch waren diese Spruchkörper nicht rein plebiszitär besetzt. Anders verhielt es sich im ausschließlich plebiszitär besetzten concilium plebis, wo sie Gesetze gestalteten, die sogenannten Plebiszite. Diese Möglichkeit wurde weder umfassend noch konsequent genutzt, sondern nur von Einzelpersönlichkeiten in bestimmten Situationen, meistens um von popularer Seite gegen Vertreter der Magistratur vorzugehen oder gegen Senatsmehrheiten zu operieren. Faktisch operierte jeder Volkstribun zwischen 287 und 133 v. Chr. meist mit Einverständnis des Senats. Das Zusammenwirken beider Gremien war Bestandteil des ius agendi cum senatu zum reziprok geschaffenen Grundsatz ius agendi cum plebe.

### In der späten Republik
Im letzten Jahrhundert der römischen Republik diente das Amt bevorzugt popularen Politikern, also nobiles, die im Senat keine Mehrheit finden konnten, als entscheidendes Machtinstrument. Nun wurden die lange Zeit ungenutzten Möglichkeiten des Amtes teils exzessiv genutzt. Tiberius Sempronius Gracchus (Volkstribun 133 v. Chr.), sein Bruder Gaius (Volkstribun 123 und 122 v. Chr.), Lucius Appuleius Saturninus (Volkstribun 103, 100 und 99 v. Chr.) und Marcus Livius Drusus (Volkstribun 91 v. Chr.) versuchten ihre Reformpläne mit den Möglichkeiten des Volkstribunats durchzusetzen. Nach anfänglichen Erfolgen scheiterten sie und wurden getötet. Mit Hilfe der contiones, die sich lautstark und in der späten Republik teils auch gewalttätig äußern konnten, war es den Volkstribunen möglich, öffentlich Druck zu erzeugen oder den Senat beziehungsweise die anderen Magistrate einzuschüchtern. Besonders von Anhängern der popularen Methode wurden die contiones genutzt, indem sie ihre – durchaus wechselnde – Gefolgschaft mobilisierten.
Um das Amt für karrierebewusste Politiker unattraktiv zu machen und um es zu schwächen, beschränkte es der Diktator Sulla (82–79 v. Chr.) massiv. Im Anschluss an das Volkstribunat durfte keine weitere Magistratur bekleidet werden. Außerdem hatten die Volkstribunen ihre Gesetzesinitiativen vorher mit dem Senat abzustimmen, was ihnen faktisch jegliche Möglichkeit zum eigenständigen Handeln nahm. Im Weiteren schränkte Sulla das ius intercedendi und die Möglichkeit der Mitsprache im Senat ein; die Tragweite dieser Einschränkungen ist jedoch unklar und umstritten. Im Rahmen seiner Neuordnung der Ämterlaufbahn wurde das Volkstribunat Teil des cursus honorum und der Ädilität gleichgestellt. Damit hatte ein Volkstribun nach dem Ende seiner Amtszeit auch das Anrecht auf einen Sitz im Senat.
Diese Maßnahmen wurden – mit Ausnahme der Einordnung in die Ämterlaufbahn und des Senatssitzes – von Pompeius und Crassus in ihrem ersten Konsulat 70 v. Chr. wieder aufgehoben, so dass in den letzten Jahren der Republik das  Volkstribunat für manche Politiker, etwa Publius Clodius Pulcher, eine interessante Option zusätzlich zu den Magistraturen des cursus honorum sein konnte.
Im Jahre 48 v. Chr. (vielleicht auch erst 44 v. Chr.) wurden Gaius Iulius Caesar, vermutlich auf Antrag des amtierenden Tribunen Aulus Hirtius, ein Teil der tribunizischen (Ehren-)Rechte zuteil: Der Diktator durfte während der Spiele auf der Tribunenbank sitzen (ius subsellii). Vier Jahre später bekam Caesar, legitimiert durch die Volksversammlung und den Senat, die sacrosanctitas zugestanden, wofür das Volk – analog zum Vorgehen bei den Volkstribunen – einen Eid auf ihn schwor. Damit zeigte sich, dass die Macht und die Rechte des Amtes vom Amt selber abgelöst werden konnten, was schließlich zu seiner Entmachtung in der Kaiserzeit führte.

## Römische Kaiserzeit
Die Umstände der Verleihung der tribunicia potestas an Augustus sind aufgrund der Quellenlage im Detail unklar und umstritten. Bereits 36 v. Chr. erhielt er wesentliche Elemente der tribunizischen Gewalt, so die sacrosanctitas, das ius subselli und das ius auxilii. 30 v. Chr. wurde letzteres über das Stadtgebiet Roms bis zum ersten Meilenstein ausgeweitet. Ab 23/22 v. Chr. konnte der erste Princeps dann über die tribunicia potestas annua et perpetua verfügen und damit im gesamten Reichsgebiet des römischen Imperiums ständig ausüben. Seitdem war die Amtsgewalt der Tribunen ein zentraler Bestandteil der kaiserlichen Machtbefugnisse, was sich auch an der Zählung der Kaiserjahre nach der tribunicia potestas zeigte. Das Amt selber und den Titel übernahm Augustus nicht. Die tribunicia potestas des Kaisers wurde automatisch jedes Jahr am 14. Dezember um ein Jahr verlängert.
Damit war seit diesem Zeitpunkt das Amt selbst bedeutungslos. Es bestand zwar fort und konnte weiterhin anstelle des Ädilenamtes im cursus honorum bekleidet werden, hatte allerdings keine politische Funktion mehr. Das letzte Veto eines Volkstribuns, von dem man weiß, gehört in die Wirren des Vierkaiserjahres 69 n. Chr. Bereits unter Augustus’ Nachfolger Tiberius hatte man Schwierigkeiten, überhaupt noch Bewerber für das Amt zu finden. Dennoch bestand es als Institution noch über Jahrhunderte fort: Zuletzt wird es in der Spätantike in einem Gesetz Kaiser Valentinians III. aus dem Jahr 450 erwähnt.

## Nachwirkungen
Im Mittelalter wurde noch einmal ein kurzer Versuch gemacht, den Tribunat wiederherzustellen, indem das römische Volk 1347 die Republik erklärte und Cola di Rienzo zum Tribun erhob. Das Amt selbst wurde seitdem nicht mehr genutzt, der Begriff „Volkstribun“ mit unterschiedlicher Bedeutung und Konnotation hingegen schon.
Während und nach der Französischen Revolution erlebte der Titel des Volkstribuns eine Renaissance. Maximilien de Robespierre und Georges Danton bekamen ihn von ihren Anhängern oder auch der Nachwelt verliehen. Ob dies positiv oder negativ gemeint war, hing und hängt davon ab, von welcher Seite die Bezeichnung kommt. In der Regel belegen sie die Anhänger eines Politikers mit positiver Bedeutung, die Gegner mit negativer. Das Bild in der Nachwelt ist vom zeitgenössischen Handeln und Auftreten geprägt. Während Robespierre als „schlechter Volkstribun“ gilt und zu Zeiten seiner Herrschaft bereits gefürchtet war, besteht bei Danton, der bis zu seinem Tode gerade vom Volk geschätzt wurde, eine positive Konnotation.
Ganz bewusst wählte François Noël Babeuf die Verbindung zur Vorstellung vom Volkstribunat. Er benannte sich selbst in Gracchus um und gab eine Zeitschrift mit dem Namen Der Volkstribun heraus. Damit stellte er sich sicherlich nicht in die Tradition der Popularen, sondern versuchte für sich selbst über die Erinnerung an das Schicksal der Gracchen mehr Einfluss zu gewinnen.
Eine durchweg positive Verwendung findet sich im Zusammenhang mit Daniel O’Connell, der als O'Connell der Volkstribun bezeichnet wurde. Er nutzte insbesondere Volkszusammenläufe und -versammlungen, die sogenannten monster meetings, zur Durchsetzung seiner politischen Vorstellungen.
In der Gegenwart wird der Begriff vereinzelt in einem eher negativen Kontext oder teils mit abwertender Bedeutung verwendet. Franz Josef Strauß, Oskar Lafontaine, Jörg Haider, Miloš Zeman und Guido Westerwelle wurden als Volkstribune bezeichnet.